# Station Izumigaoka
Station Izumigaoka (泉ヶ丘駅, Izumigaoka-eki) is een treinstation in de wijk Minami-ku in de Japanse stad Sakai. Het wordt aangedaan door de Semboku-lijn. Het station heeft twee sporen, gelegen aan een enkel eilandperron.

## Treindienst

### Semboku-lijn(stationsnummer SB03)
| 1 | ■ Semboku-lijn | richting Izumi-Chūō                      |
| 2 | ■ Semboku-lijn | richting Nakamozu, Sakaihigashi en Namba |

## Geschiedenis
Het station werd in 1971 geopend.

## Overig openbaar vervoer
Bussen van Nankai, Wakayama-bus en Keisei.

## Stationsomgeving
- Big Bang (kindertehuis)
- Big I (multifunctioneel complex)
- Stedelijke bibliotheek van Sakai
- Izumigaoka-zwembad
- Tezukayama Gakuin Universiteit
- Panjo (winkelcentrum):
  - Takashimaya (warenhuis)
  - Muji (warenhuis)
- Shop Town Izumigaoka (winkelcentrum)
- Joy Park Izumigaoka (winkelcentrum):
  - Sun Plaza (supermarkt)
  - Toys "R" Us
- Daily Yamazaki
- Konomiya (supermarkt)
- Tsutaya
- Ōtsuji-park

Nakamozu · Fukai · Izumigaoka · Toga-Mikita · Kōmyōike · Izumi-Chūō